# NGC 6628
NGC 6628 ist eine linsenförmige Galaxie vom Hubble-Typ S0 im Sternbild Herkules am Nordsternhimmel. Sie ist schätzungsweise 206 Mio. Lichtjahre von der Milchstraße entfernt und hat einen Durchmesser von etwa 115.000 Lj.
Im selben Himmelsareal befinden sich u. a. die Galaxien NGC 6619 und NGC 6623.
Das Objekt wurde am 6. Juni 1864 von Albert Marth entdeckt.